# Szürkehátú erdeisólyom
A szürkehátú erdeisólyom (Micrastur mirandollei) a madarak osztályának sólyomalakúak (Falconiformes) rendjébe és a  sólyomfélék (Falconidae) családjába tartozó faj.

## Előfordulása
Bolívia, Brazília, Kolumbia, Costa Rica, Ecuador Francia Guyana, Guyana, Panama, Peru, Suriname és Venezuela területén honos.